# Клебер, Макси
Максимилиан Клебер (нем. Maximilian "Maxi" Kleber; 29 января 1992, Вюрцбург, Германия) — немецкий профессиональный баскетболист, выступающий за команду Национальной баскетбольной ассоциации «Лос-Анджелес Лейкерс». Игрок сборной Германии.

## Ранние годы
Максимилиан Клебер родился в Вюрцбурге. Клебер играл в молодежных командах «Вайтсхоххайм», «Хойхельхоф» и «Вюрцбург».

## Профессиональная карьера

### С. Оливер (2011—2014)
Клебер дебютировал в высшей баскетбольной Бундеслиге Германии в сезоне 2011/12, представляя команду «С. Оливер», базирующуюся в его родном городе Вюрцбурге. В первый год он был ролевым игроком команды, проводя в среднем 7 минут за игру. Во втором сезоне он стал важным игроком команды, набирая в среднем 9,9 очка и 6,7 подбора за игру. В 2012 году он подал заявку на драфт НБА, но затем исключил свое имя из списка. В 2014 году он принял участие на драфте НБА, но не был выбран ни одной командой.

### Обрадойро (2014—2015)
В межсезонье 2014 года он подписал двухлетний контракт с испанским клубом «Обрадойро». В сезоне 2014/15 ACB он был признан MVP 25-го тура, набрав 36 очков в матче с «Фуэнлабрадой». В том году Клебер провел 33 матча в лиге, набирая в среднем 11,5 очков и 6,5 подборов за игру.

### Бавария (2015—2017)
1 июля 2015 года Клебер вернулся в Германию и подписал двухлетний контракт с «Баварией». В сезоне 2015/16 он провел за «Баварию» 24 матча в Бундеслиге, в том числе 17 — в старте, набирая в среднем 8,0 очка и 4,9 подбора за игру. В сезоне Бундеслиги 2016/17 он принял участие в 37 матчах (37 стартов), набирая в среднем 9,0 очка, 5,3 подбора и 1,8 передачи за игру.

### Даллас Маверикс (2017—2025)
13 июля 2017 года Клебер перешёл в «Даллас Маверикс». Макси дебютировал в НБА 21 октября 2017 против «Хьюстон Рокетс». За первые несколько лет Клебер превратился из игрока конца скамейки в ключевого игрока ротации, увеличивая количество очков, подборов, передач и блоков за игру в каждом из своих первых трех сезонов. 10 июля 2019 года продлил контракт с «Далласом».
21 февраля 2020 года Клебер набрал максимальные в карьере 26 очков в матче с «Орландо Мэджик», выигранном со счетом 122-106. В сезоне 2019/20 Клебер набирал по 9,1 очка за игру. Он лидировал в лиге по количеству сыгранных матчей (74) и занял 19-е место в лиге по количеству блоков за игру. В том году Клебер впервые сыграл в плей-офф против «Лос-Анджелес Клипперс», занявших второе место в Западной конференции. Большую часть серии Клеберу было поручено защищать Кавая Леонарда. В этой серии Клебер испытывал трудности с броском, набирая в среднем 6,7 очка за игру и реализовав лишь 5 из 26 трехочковых попыток за всю шестиматчевую серию.
Сезон 2020/21 Клебер начал уверенно, набирая в среднем 7,4 очка за игру и попадая 47,2% с трехочковой дистанции в первых 9 матчах. Однако следующие 10 игр Клебер пропустил, восстанавливаясь после перенесенного коронавируса. Клебер вернулся в строй 2 февраля 2021 года в игре против «Финикс Санз». Он провел в игре 17 минут, собрал 6 подборов и набрал 2 очка. Клебер и «Маверикс» проиграли «Лос-Анджелес Клипперс» в первом раунде плей-офф в 7 матчах.
18 апреля 2022 года во второй игре первого раунда плей-офф Клебер набрал 25 очков и забросил восемь трехочковых в победе над «Ютой Джаз» со счетом 110-104. В межсезонье 2022 года он подписал четырехлетний контракт с «Маверикс».
17 марта 2023 года Клебер забросил победный трехочковый в матче с «Лос-Анджелес Лейкерс» со счетом 111:110. Клебер помог «Далласу» выйти в финал НБА 2024 года, где «Маверикс» уступили «Бостон Селтикс» в пяти матчах.
25 января 2025 года в матче против «Бостон Селтикс» Макси Клебер получил перелом в правой ступне и выбыл на длительный срок.

### Лос-Анджелес Лейкерс (2025—настоящее время)
2 февраля 2025 года Клебер был обменян вместе с Лукой Дончичем и Маркиффом Моррисом в «Лос-Анджелес Лейкерс» в обмен на Макса Кристи, Энтони Дэвиса и выбор первого раунда драфта 2029 года. «Лейкерс» также обменяли Джейлена Худа-Шифино и выбор второго раунда драфта 2025 года в «Юту Джаз», которая также получила от «Маверикс» выбор второго раунда драфта 2025 года.
30 апреля 2025 года, в первом раунде плей-офф, Клебер дебютировал за «Лейкерс». Он набрал два очка в матче с «Миннесотой Тимбервулвз».

## Статистика

### Статистика в НБА
| Сезон                                                                                    | Команда | Регулярный сезон | Регулярный сезон | Регулярный сезон | Регулярный сезон | Регулярный сезон | Регулярный сезон | Регулярный сезон | Регулярный сезон | Регулярный сезон | Регулярный сезон | Регулярный сезон | Серия плей-офф | Серия плей-офф | Серия плей-офф | Серия плей-офф | Серия плей-офф | Серия плей-офф | Серия плей-офф | Серия плей-офф | Серия плей-офф | Серия плей-офф | Серия плей-офф |
| Сезон                                                                                    | Команда | GP               | GS               | MPG              | FG%              | 3P%              | FT%              | RPG              | APG              | SPG              | BPG              | PPG              | GP             | GS             | MPG            | FG%            | 3P%            | FT%            | RPG            | APG            | SPG            | BPG            | PPG            |
| ---------------------------------------------------------------------------------------- | ------- | ---------------- | ---------------- | ---------------- | ---------------- | ---------------- | ---------------- | ---------------- | ---------------- | ---------------- | ---------------- | ---------------- | -------------- | -------------- | -------------- | -------------- | -------------- | -------------- | -------------- | -------------- | -------------- | -------------- | -------------- |
| 2017/18                                                                                  | Даллас  | 72               | 35               | 16,8             | 48,9             | 31,3             | 74,6             | 3,3              | 0,7              | 0,4              | 0,7              | 5,4              | Не участвовал  | Не участвовал  | Не участвовал  | Не участвовал  | Не участвовал  | Не участвовал  | Не участвовал  | Не участвовал  | Не участвовал  | Не участвовал  | Не участвовал  |
| 2018/19                                                                                  | Даллас  | 71               | 18               | 21,2             | 45,3             | 35,3             | 78,4             | 4,6              | 1,0              | 0,5              | 1,1              | 6,8              | Не участвовал  | Не участвовал  | Не участвовал  | Не участвовал  | Не участвовал  | Не участвовал  | Не участвовал  | Не участвовал  | Не участвовал  | Не участвовал  | Не участвовал  |
| 2019/20                                                                                  | Даллас  | 74               | 21               | 25,5             | 46,1             | 37,3             | 84,9             | 5,2              | 1,2              | 0,3              | 1,1              | 9,1              | 6              | 6              | 33,9           | 33,3           | 19,2           | 75,0           | 6,5            | 1,5            | 0,3            | 1,2            | 6,7            |
| 2020/21                                                                                  | Даллас  | 50               | 40               | 26,8             | 42,2             | 41,0             | 91,9             | 5,2              | 1,4              | 0,5              | 0,7              | 7,1              | 7              | 4              | 26,8           | 40,0           | 40,0           | 71,4           | 3,6            | 1,4            | 0,4            | 0,0            | 5,3            |
| 2021/22                                                                                  | Даллас  | 59               | 21               | 24,6             | 39,8             | 32,5             | 70,8             | 5,9              | 1,2              | 0,5              | 1,0              | 7,0              | 18             | 0              | 25,4           | 50,9           | 43,6           | 71,4           | 4,6            | 1,1            | 0,2            | 0,8            | 8,7            |
| 2022/23                                                                                  | Даллас  | 37               | 5                | 25,1             | 45,6             | 34,8             | 71,1             | 3,6              | 1,4              | 0,3              | 0,8              | 5,9              | Не участвовал  | Не участвовал  | Не участвовал  | Не участвовал  | Не участвовал  | Не участвовал  | Не участвовал  | Не участвовал  | Не участвовал  | Не участвовал  | Не участвовал  |
| 2023/24                                                                                  | Даллас  | 43               | 7                | 20,3             | 43,2             | 34,8             | 70,2             | 3,3              | 1,6              | 0,4              | 0,7              | 4,4              | 13             | 0              | 16,8           | 41,0           | 42,9           | 66,7           | 1,9            | 1,0            | 0,2            | 0,3            | 3,7            |
|                                                                                          | Всего   | 406              | 147              | 22,6             | 44,6             | 35,7             | 77,7             | 4,5              | 1,1              | 0,4              | 0,9              | 6,7              | 44             | 10             | 24,2           | 44,4           | 38,8           | 71,7           | 3,9            | 1,2            | 0,3            | 0,6            | 6,4            |
| Наведите курсор мыши на аббревиатуры в заголовке таблицы, чтобы прочесть их расшифровку. |         |                  |                  |                  |                  |                  |                  |                  |                  |                  |                  |                  |                |                |                |                |                |                |                |                |                |                |                |

### Статистика в других лигах
| Сезон | Команда               | Лига                  | GP  | GS  | MPG  | FG%  | 3P%  | FT%   | RPG | APG | SPG | BPG | PFL | TOV | PPG  |
| --- | --------------------- | --------------------- | --- | --- | ---- | ---- | ---- | ----- | --- | --- | --- | --- | --- | --- | ---- |
| 2011/12 | С.Оливер              | Чемпионат Германии    | 27  | 1   | 7,4  | 45,0 | 35,5 | 62,5  | 1,2 | 0,2 | 0,1 | 0,2 | 1,0 | 0,5 | 3,0  |
| 2013/14 | С.Оливер              | Чемпионат Германии    | 23  | 13  | 25,0 | 41,5 | 32,6 | 75,0  | 6,7 | 1,0 | 0,6 | 0,7 | 2,9 | 1,7 | 9,9  |
| 2014/15 | Обрадойро             | Чемпионат Испании     | 33  | 29  | 25,5 | 45,7 | 33,3 | 81,2  | 6,5 | 0,8 | 0,9 | 0,9 | 3,0 | 1,5 | 11,5 |
| 2015/16 | Все клубы             | Все лиги              | 28  | 18  | 22,3 | 44,7 | 30,8 | 71,0  | 4,7 | 1,4 | 0,7 | 1,3 | 2,3 | 1,1 | 7,6  |
| 2015/16 | Бавария               | Чемпионат Германии    | 24  | 17  | 23,1 | 46,2 | 31,6 | 67,2  | 4,9 | 1,5 | 0,7 | 1,4 | 2,3 | 1,2 | 8,0  |
| 2015/16 | Бавария               | Кубок Европы          | 4   | 1   | 17,7 | 33,3 | 25,0 | 100,0 | 3,8 | 1,3 | 0,8 | 0,8 | 2,3 | 1,0 | 5,5  |
| 2016/17 | Все клубы             | Все лиги              | 58  | 58  | 22,9 | 50,6 | 38,6 | 79,0  | 5,7 | 1,6 | 0,9 | 1,1 | 2,2 | 1,2 | 9,1  |
| 2016/17 | Бавария               | Чемпионат Германии    | 38  | 38  | 22,4 | 50,4 | 34,5 | 77,4  | 5,4 | 1,8 | 0,9 | 1,2 | 2,0 | 1,1 | 8,9  |
| 2016/17 | Бавария               | Кубок Европы          | 17  | 17  | 23,1 | 49,6 | 44,0 | 82,9  | 6,6 | 1,4 | 0,9 | 0,9 | 2,6 | 1,3 | 9,7  |
| 2016/17 | Бавария               | Кубок Германии        | 3   | 3   | 27,2 | 61,5 | 60,0 | -     | 5,0 | 1,7 | 0,3 | 0,7 | 2,0 | 1,7 | 7,3  |
| Всего | Всего                 | Всего                 | 169 | 119 | 21,1 | 46,4 | 35,0 | 76,7  | 5,1 | 1,1 | 0,7 | 0,9 | 2,3 | 1,2 | 8,4  |
| В Кубке Европы | В Кубке Европы        | В Кубке Европы        | 21  | 18  | 22,1 | 47,4 | 41,4 | 86,0  | 6,1 | 1,3 | 0,9 | 0,9 | 2,5 | 1,2 | 8,9  |
| В чемпионате Германии | В чемпионате Германии | В чемпионате Германии | 112 | 69  | 19,5 | 46,2 | 33,4 | 72,4  | 4,5 | 1,2 | 0,6 | 0,9 | 2,0 | 1,1 | 7,5  |
| Наведите курсор мыши на аббревиатуры в заголовке таблицы, чтобы прочесть их расшифровку Статистика приведена с сайта basketball.realgm.com |                       |                       |     |     |      |      |      |       |     |     |     |     |     |     |      |